# サピエンス全史 文明の構造と人類の幸福
『サピエンス全史 文明の構造と人類の幸福』（サピエンスぜんし ぶんめいのこうぞうとじんるいのこうふく、ヘブライ語: קיצור תולדות האנושות、英: Sapiens: A Brief History of Humankind）は、ヘブライ大学の歴史学者ユヴァル・ノア・ハラリによる書籍。2011年にヘブライ語版がイスラエルで最初に出版され、2014年に英語版、2016年に日本語版が発売された。あわせて50か国以上で出版されベストセラーになっている。
この書籍はホモ・サピエンスについて扱い、石器時代から21世紀までの人類の歴史を概観するものである。自然科学、特に進化生物学の観点からもそのテーマが語られる。

## 内容
ハラリはこの著書で、人類の歴史は自然科学が人間の活動の限界を設定し、社会科学がその範囲内で何が起こるかを形作るとしている。歴史学という学問分野は、その文化的変化の説明であるとする。
ハラリはホモ・サピエンスに焦点を当て、石器時代から21世紀までの人類の歴史を精査して、その歴史を大きく4つに分けて説明する。
- 第１部（4章）： 認知革命（紀元前7万年頃、サピエンスに想像力が備わり現代的行動の始まり）。
- 第２部（4章）：（第一次）農業革命（紀元前1万年頃、農業の発展）。
- 第３部（5章）：人類の統一（紀元前34年頃、グローバル化に向けて人類の政治組織が徐々に強化）。
- 第４部（7章）：科学革命（紀元後1543年頃、客観的科学の出現）。

まず認知革命（Cognitive Revolution）について、サピエンスが世界を支配するようになったのは、彼らが大勢で柔軟に協力できる唯一の動物だからだというのが、ハラリの主な主張だ。有史以前のサピエンスが、ネアンデルタール人やその他多数の巨大動物など、他の人類種を絶滅させた重要な原因であると彼は考える。さらに、サピエンスが大勢で協力する能力は、神、国家、貨幣、人権など、純粋に想像の中に存在するものを信じるというサピエンス独自の能力から生じていると、彼は主張する。こうした信念が人種的、性的、政治的な差別を生み、完全に偏りのない社会を持つことは潜在的に不可能だと、考える。宗教、政治構造、貿易ネットワーク、法制度など、人類の大規模な協力システムはすべて、サピエンス特有の虚構の認知能力に由来すると、ハラリは主張している。したがって、貨幣を相互信頼のシステムとして、政治経済システムを宗教に類似したものとしている。
次に農業革命（Agricultural Revolution）に関するハラリの重要な主張は、農業革命はサピエンスと小麦や牛のような家畜化する種の増加を促進する一方で、サピエンスが狩猟採集を主体としていた時代よりも食生活や日常生活のバリエーションが著しく減少したため、ほとんどの個体（そして動物）の生活を悪化させたというものだ。人間の他の動物に対する暴力的な扱いは、この本全体を貫くテーマになっている。
続いて人類の統一（Unification of Humankind）について論じる中でハラリは、サピエンスはその歴史の中で、政治的・経済的な相互依存をますます強めてきたと主張する。何世紀もの間、人類の大半は帝国に住んでいたが、資本主義のグローバリゼーションは事実上、ひとつのグローバル帝国を生み出している。ハラリは、貨幣、帝国、普遍的宗教がこのプロセスの主要な推進力であると主張する。
終わりに科学革命（Scientific Revolution）をヨーロッパ思想の革新過程としてハラリは説明し、それによってエリートたちは自らの無知を認め、改善しようとするようになったと述べている。彼はこれを、近世ヨーロッパの帝国主義、そして現在の人類文化の収束の原動力のひとつであると述べている。また、幸福の歴史に関する研究が不足しているとハラリは主張し、現代の人々が過去の時代と比べて著しく幸福になっているわけではないと仮定している。彼は最後に、現代のテクノロジーが遺伝子工学、不老不死、非有機的生命を到来させることによって、近いうちに種を終わらせるかもしれないことを論じている。ハラリは、人間が種を創造することができるという点で、人間を神々のひとりであると喩えている。
この著書はジャレド・ダイアモンド著『銃・病原菌・鉄』に負うところが多いと、ハラリはいっている。

## 評判
『サピエンス全史』は歴史専門家あるいは非専門家から、様々な評判を得ている。
イギリスの哲学者ガレン・ストローソンは『ガーディアン紙』の書評で、いくつかの問題点の中で、「サピエンス全史の多くは非常に興味深く、よく表現されている。しかし、読み進むにつれて、この本の魅力的な特徴は、不注意、誇張、センセーショナリズムに圧倒されていく。」と述べている。彼は特に、著者が幸福研究をいかに無視しているか、「自由主義ヒューマニズムの信条と生命科学の最新の知見との間に隔たりが生じている。」という彼の主張が愚かであること、そして著者が再びアダム・スミスを強欲の使徒に変身させていることを嘆いている。
科学ジャーナリスト・東嶋和子は、全体が「歴史年表」として価値があるが、「第２部：農業革命」の「第8章：想像上のヒエラルキーと差別」で人種間格差については正当なことを述べているのに、男女間格差については説明不能で、さじを投げている点が大いに気になったと、批判している。
マーク・ザッカーバーグは「次の私の『今年の一冊』は、ユヴァル・ノア・ハラリ著『サピエンス全史』だ。」と推薦していて、バラク・オバマは「実に魅力的で、刺激的な書。」とし、堀江貴文は「別に書いてあることは当たり前のこと。」と当然視していて、ビル・ゲイツは「（妻の）メリンダも私もこの本を読み、夕食の席で多くの豊かな会話を交わした。」とほぼ肯定している。

## 日本語訳
- 『サピエンス全史：文明の構造と人類の幸福』 柴田裕之訳、河出書房新社、2016年9月。ISBN 978-4-309-22671-2（上巻）、ISBN 978-4-309-22672-9（下巻）
  - 『サピエンス全史：文明の構造と人類の幸福』柴田裕之訳、河出文庫、2023年。ISBN　978-4-309-46788-7（上巻）、ISBN　978-4-309-46789-4（下巻）

注：日本語版には著者がいくつか追記した部分があると、訳者が「訳者あとがき」で述べているが、どこかは分らない。
- 『漫画サピエンス全史：人類の誕生編』ユヴァル・ノア・ハラリ／原案・脚本、ダヴィッド・ヴァンデルムーレン／脚本、ダニエル・カザナヴ／漫画、河出書房新社、2020年。ISBN　978-4-309-29301-1
- 『漫画サピエンス全史：文明の正体編』同上、河出書房新社、2021年。ISBN　978-4-309-29302-8